# Matsumoto Yuki
Matsumoto Yuki (松本 祐樹 Matsumoto Yūki, sinh ngày 22 tháng 1 năm 1989) là một cầu thủ bóng đá người Nhật Bản. Anh thi đấu cho FC Maruyasu Okazaki.

## Sự nghiệp thi đấu
Matsumoto Yuki thi đấu cho SC Sagamihara từ năm 2011 đến năm 2014. Năm 2015, anh chuyển đến MIO Biwako Shiga. Năm 2016, anh chuyển đến FC Maruyasu Okazaki.

## Thống kê câu lạc bộ
Cập nhật đến ngày 20 tháng 2 năm 2016.
| Thành tích câu lạc bộ | Thành tích câu lạc bộ | Thành tích câu lạc bộ | Giải vô địch | Giải vô địch | Cúp                   | Cúp                   | Tổng cộng | Tổng cộng |
| Mùa giải              | Câu lạc bộ            | Giải vô địch          | Số trận      | Bàn thắng    | Số trận               | Bàn thắng             | Số trận   | Bàn thắng |
| Nhật Bản              | Nhật Bản              | Nhật Bản              | Giải vô địch | Giải vô địch | Cúp Hoàng đế Nhật Bản | Cúp Hoàng đế Nhật Bản | Tổng cộng | Tổng cộng |
| --------------------- | --------------------- | --------------------- | ------------ | ------------ | --------------------- | --------------------- | --------- | --------- |
| 2011                  | SC Sagamihara         | JRL (Kantō, Div. 2)   | 12           | 3            | –                     | –                     | 12        | 3         |
| 2012                  | SC Sagamihara         | JRL (Kantō, Div. 1)   | 14           | 9            | –                     | –                     | 14        | 9         |
| 2013                  | SC Sagamihara         | JFL                   | 31           | 13           | –                     | –                     | 31        | 13        |
| 2014                  | SC Sagamihara         | J3 League             | 32           | 5            | –                     | –                     | 32        | 5         |
| 2015                  | MIO Biwako Shiga      | JFL                   | 29           | 6            | 2                     | 1                     | 31        | 7         |
| Tổng                  | Tổng                  | Tổng                  | 118          | 46           | 2                     | 1                     | 120       | 47        |